# Caliscelis tricolor
Caliscelis tricolor är en insektsart som först beskrevs av Costa 1834.  Caliscelis tricolor ingår i släktet Caliscelis och familjen Caliscelidae. Inga underarter finns listade i Catalogue of Life.